# Wanilina
Wanilina (4-hydroksy-3-metoksybenzaldehyd) – organiczny związek chemiczny zbudowany z pierścienia benzenowego podstawionego trzema grupami funkcyjnymi: aldehydową −CHO, hydroksylową −OH i metoksylową −OCH
3. Stanowi jeden ze składników zapachowych wanilii.

## Otrzymywanie
Przemysłowo wanilina otrzymywana jest syntetycznie z gwajakolu oraz wyodrębniana z ługów powstających podczas produkcji papieru.
W metodzie ligninowej wanilinę otrzymuje się w procesie eliminacji ligniny podczas produkcji papieru. Proces ten składa się z kilku etapów. Najpierw przeprowadza się alkalizację i zagęszczenie ługów posulfitowych, a następnie hydrolizat neutralizuje się za pomocą kwasu siarkowego. Powstały produkt filtruje się, w wyniku czego uzyskuje się ligninę. Kolejnym etapem jest ekstrakcja filtratu za pomocą toluenu, w efekcie uzyskuje się surową wanilinę. Oczyszcza się ją przeprowadzając w addukt bisulfitowy, który izoluje się, a następnie odtwarza się z niego wolną wanilinę przez działanie kwasem siarkowym. Produkt oddziela się, osusza toluenem i krystalizuje.
Ze względu na problemy z utylizacją ścieków posulfitowych proces ten stanowi zagrożenie dla środowiska naturalnego i zastępowany jest syntezą z gwajakolu:

## Zastosowanie
Wanilina znajduje zastosowanie przede wszystkim jako aromat spożywczy. Ponadto jest stosowana jako składnik perfum i kosmetyków oraz półprodukt w przemyśle farmaceutycznym. Roczne zapotrzebowanie światowe na ten związek w roku 2004 wynosiło 10,5 tys. ton.
Jest także wykorzystywana jako odczynnik laboratoryjny, m.in. do sporządzania sulfowaniliny – odczynnika używanego przy mikroskopowym badaniu grzybów.

## Zagrożenia
U osób wrażliwych może wywołać podrażnienia skóry, egzemę, zmiany pigmentacji i kontaktowe zapalenie skóry.